# Премія НАН України імені М. І. Костомарова
Пре́мія і́мені Мико́ли Іва́новича Костома́рова — премія, встановлена Національною академією наук України за видатні роботи в галузі історії та історичного джерелознавства.
Премію засновано постановою Президії НАН України № 124 від 8 травня 1992 року та названо на честь видатного українського історика, етнографа, прозаїка, поета-романтика, мислителя, громадського діяча, члена-кореспондента Петербурзької академії наук Миколи Івановича Костомарова. Перше вручення відбулося у 1993 році за результатами конкурсу 1992 року.
Починаючи з 2007 року, премію імені М. І. Костомарова присуджує Відділення історії, філософії та права НАН України щотри роки.

## Лауреати премії
| Рік  | Тема | Лауреати                         | Коротко про лауреата |
| ---- | --- | -------------------------------- | --- |
| 1992 | серія праць, присвячених дослідженню життя і наукової спадщини М. І. Костомарова, М. С. Грушевського та інших відомих істориків України | Пінчук Юрій Анатолійович         | доктор історичних наук, професор, завідувач відділу української історіографії Інституту історії України НАН України                                                  |
| 1993 | монографія «Переяславська земля. Х — перша половина ХІІІ століття»                                                                      | Корінний Микола Миколайович      | кандидат історичних наук |
| 1994 | монографія «Релігія і культи античної Ольвії»                                                                                           | Русяєва Анна Станіславівна       | доктор історичних наук, провідний науковий співробітник відділу античної археології Інституту археології НАН України                                                 |
| 1995 | цикл праць «Україна 20–50 років: відновлені сторінки історії»                                                                           | Шаповал Юрій Іванович            | доктор історичних наук, завідувач відділу Інституту національних відносин і політології НАН України                                                                  |
| 1996 | цикл робіт з проблем історії та культури України                                                                                        | Дубровіна Любов Андріївна        | доктор історичних наук, професор, директор Інституту рукопису Національної бібліотеки України імені В. І. Вернадського                                               |
| 1996 | цикл робіт з проблем історії та культури України                                                                                        | Моця Олександр Петрович          | доктор історичних наук, професор, завідувач відділу давньоруської і середньовічної археології Інституту археології НАН України                                       |
| 1996 | цикл робіт з проблем історії та культури України                                                                                        | Реєнт Олександр Петрович         | доктор історичних наук, професор, заступник директора Інституту історії України НАН України                                                                          |
| 1997 | цикл наукових праць «Особа в історії України»                                                                                           | Лисенко Олександр Євгенович      | доктор історичних наук, старший науковий співробітник відділу історії України періоду Другої світової війни Інституту історії України НАН України                    |
| 1997 | цикл наукових праць «Особа в історії України»                                                                                           | Муковський Іван Тимофійович      | доктор історичних наук, професор кафедри світового господарства і міжнародних економічних відносин Київського університету туризму, економіки і права                |
| 1997 | цикл наукових праць «Особа в історії України»                                                                                           | Чишко Віталій Сергійович         | доктор історичних наук, професор, директор Інституту біографічних досліджень Національної бібліотеки України імені В. І. Вернадського                                |
| 1999 | монографія «Українська революція: концепція та історіографія» (у двох книгах)                                                           | Солдатенко Валерій Федорович     | доктор історичних наук, професор, завідувач відділу етноісторичних досліджень Інституту політичних і етнонаціональних досліджень ім. І. Ф. Кураса НАН України        |
| 2001 | цикл праць «Соціокультурна еволюція українського суспільства XIX—ХХ ст.»                                                                | Барановська Наталія Петрівна     | кандидат історичних наук, старший науковий співробітник Інституту історії України НАН України                                                                        |
| 2001 | цикл праць «Соціокультурна еволюція українського суспільства XIX—ХХ ст.»                                                                | Ковалюк Роман Теодорович         | кандидат історичних наук, доцент Львівської державної академії ветеринарної медицини імені С. З. Гжицького                                                           |
| 2001 | цикл праць «Соціокультурна еволюція українського суспільства XIX—ХХ ст.»                                                                | Матяш Ірина Борисівна            | кандидат історичних наук, директор Українського державного науково-дослідного інституту архівної справи та документознавства при Державному комітеті архівів України |
| 2003 | робота «Галицько-Волинський літопис: Дослідження. Текст. Коментар»                                                                      | Котляр Микола Федорович          | член-кореспондент НАН України |
| 2003 | робота «Галицько-Волинський літопис: Дослідження. Текст. Коментар»                                                                      | Франчук Віра Юріївна             | доктор історичних наук, професор, провідний науковий співробітник Інституту мовознавства ім. О. О. Потебні Національної академії наук України                        |
| 2005 | робота «Україна: проблеми самоорганізації»                                                                                              | Кремень Василь Григорович        | академік НАН України |
| 2005 | робота «Україна: проблеми самоорганізації»                                                                                              | Табачник Дмитро Володимирович    | доктор історичних наук, професор, дійсний член Академії правових наук України                                                                                        |
| 2005 | робота «Україна: проблеми самоорганізації»                                                                                              | Ткаченко Василь Миколайович      | доктор історичних наук, професор, директор Інституту вищої освіти НАПН України                                                                                       |
| 2007 | монографія «Давньоруські літописи і літописці X—XIII ст.»                                                                               | Толочко Петро Петрович           | академік НАН України, директор Інституту археології НАН України |
| 2010 | за цикл праць з історії науки та історичного джерелознавства                                                                            | Онищенко Олексій Семенович       | академік НАН України, генеральний директор Національної бібліотеки України ім. В. І. Вернадського                                                                    |
| 2010 | за цикл праць з історії науки та історичного джерелознавства                                                                            | Яременко Лідія Миколаївна        | кандидат історичних наук, директору Інституту архівознавства Національної бібліотеки України ім. В. І. Вернадського                                                  |
| 2010 | за цикл праць з історії науки та історичного джерелознавства                                                                            | Старовойт Світлана Володимирівна | кандидат історичних наук, завідувач відділу Інституту архівознавства Національної бібліотеки України ім. В. І. Вернадського                                          |
| 2013 | цикл праць з історичного джерелознавства в Україні                                                                                      | Копиленко Олександр Любимович    | член-кореспондент НАН України, завідувач кафедри Київського національного університету імені Тараса Шевченка                                                         |
| 2013 | цикл праць з історичного джерелознавства в Україні                                                                                      | Цибань Валерій Олексійович       | кандидат технічних наук, старший науковий співробітник Центру досліджень науково-технічного потенціалу та історії науки імені Г. М. Доброва НАН України              |
| 2013 | цикл праць з історичного джерелознавства в Україні                                                                                      | Яблонський Василь Миколайович    | кандидат історичних наук, заступник директора Національного інституту стратегічних досліджень                                                                        |
| 2016 | цикл праць «Українське козацтво у системі уявлень, саморепрезентацій та соціальних взаєминах»                                           | Бачинська Олена Анатоліївна      | доктор історичних наук, завідувач кафедри Одеського національного університету ім. І. І. Мечникова                                                                   |
| 2016 | цикл праць «Українське козацтво у системі уявлень, саморепрезентацій та соціальних взаєминах»                                           | Ковалевська Ольга Олегівна       | доктор історичних наук, старший науковий співробітник Інституту історії України НАН України                                                                          |
| 2019 | серія праць з української історіографії ХІХ–ХХ ст.                                                                                      | Ясь Олексій Васильович           | доктор історичних наук, провідний науковий співробітник Інституту історії України НАН України                                                                        |